# Бањица (Чашка)
Бањица (мкд. Бањица) је насеље у Северној Македонији, у средишњем државе. Бањица припада општини Чашка.

## Географија
Бањица је смештена у средишњем делу Северне Македоније. Од најближег већег града, Велеса, насеље је удаљено 15 km југозападно.
Насеље Бањица се налази у историјској области Грохот. Насеље је смештено у долини реке Тополке. Западно од насеља издиже се планина Јакупица. Надморска висина насеља је приближно 310 метара.
Месна клима је континентална.

## Становништво
Бањица је према последњем попису из 2002. године имала 55 становника.
Према истом попису претежно становништво у насељу су етнички Македонци (100%).
Већинска вероисповест је православље.